# Tyler Painter
Tyler Painter (1978) es un deportista estadounidense que compitió en natación. Ganó dos medallas en el Campeonato Pan-Pacífico de Natación de 1997, plata en 1500 m libre y bronce en 800 m libre.

## Palmarés internacional
| Campeonato Pan-Pacífico | Campeonato Pan-Pacífico | Campeonato Pan-Pacífico | Campeonato Pan-Pacífico |
| Año                     | Lugar                   | Medalla                 | Prueba                  |
| ----------------------- | ----------------------- | ----------------------- | ----------------------- |
| 1997                    | Fukuoka (Japón)         | Medalla de plata        | 1500 m libre            |
| 1997                    | Fukuoka (Japón)         | Medalla de bronce       | 800 m libre             |